# Esketamină
Esketamina (denumită și (S)-ketamină sau S(+)-ketamină, cu denumirea comercială Spravato, printre altele) este enantiomerul S(+) al ketaminei, fiind un halucinogen disociativ utilizat ca medicament antidepresiv, la adulții cu tulburare depresivă majoră rezistentă la tratament. Calea de administrare disponibilă este cea intranazală.